# Ausonio di Angoulême
Ausonio (... – Angoulême, IV secolo) è considerato il protovescovo della diocesi di Angoulême, probabilmente nel IV secolo, è venerato come santo dalla Chiesa cattolica.
Il più antico catalogo episcopale di Angoulême, risalente al X secolo, pone Ausonio come primo vescovo della diocesi, seguito da un anonimo, il cui nome è stato cancellato nella pergamena originale, e da Aptonio. Storicamente sono documentati altri due vescovi tra Ausonio e Aptonio, assenti nel catalogo, ossia Dinamio e Lupicino. La più antica testimonianza liturgica relativa a Ausonio risale alla fine del X secolo e agli inizi dell'XI secolo, epoca in cui è documentata l'esistenza di una basilica, alle porte della città di Angoulême, dedicata ai santi Ausonio, Aptonio e Cesario.
Di sant'Ausonio esiste una Vita leggendaria e piena di dati anacronistici, databile al XII secolo, secondo la quale Ausonio e Aptonio erano due fratelli gemelli, nati nel territorio di Saintes, battezzati da san Marziale di Limoges in occasione di un suo viaggio nel territorio; negli anni successivi Marziale incaricò i due fratelli dell'evangelizzazione della regione di Angoulême, e in seguito consacrò Ausonio primo vescovo della città; questi fu massacrato dai Vandali a cui aveva aperto le porte della città, e a lui succedette il fratello Aptonio. Nella vita di sant'Ausonio scritta da François Corlaeus nel 1576 il capo dei vandali che uccisero il santo si chiamava Croco.
L'odierno Martirologio Romano, riformato a norma dei decreti del concilio Vaticano II, ricorda il santo vescovo il 22 maggio con queste parole: